# Nuoto ai campionati mondiali di nuoto 2017 - 200 metri farfalla femminili
La gara di nuoto dei 200 metri farfalla femminili dei campionati mondiali di nuoto 2017 è stata disputata il 26 luglio e il 27 luglio presso la Duna Aréna di Budapest. Vi hanno preso parte 35 atlete provenienti da 27 nazioni.
La competizione è stata vinta dalla nuotatrice spagnola Mireia Belmonte García, mentre l'argento e il bronzo sono andati rispettivamente alla tedesca Franziska Hentke e all'ungherese Katinka Hosszú.

## Medaglie
| Posizione | Atleta                 | Nazionalità |
| --------- | ---------------------- | ----------- |
| Oro       | Mireia Belmonte García | Spagna      |
| Argento   | Franziska Hentke       | Germania    |
| Bronzo    | Katinka Hosszú         | Ungheria    |

## Programma
| Data           | Ora (UTC+2) | Turno      |
| -------------- | ----------- | ---------- |
| 26 luglio 2017 | 10:17       | Batterie   |
| 26 luglio 2017 | 18:25       | Semifinali |
| 27 luglio 2017 | 18:34       | Finale     |

## Record
Prima della manifestazione il record del mondo e il record dei campionati erano i seguenti.
| Record mondiale       | 2'01"81 | Liu Zige Cina               | 21 ottobre 2009 Jinan, Cina |
| Record dei campionati | 2'03"41 | Jessicah Schipper Australia | 30 luglio 2009 Roma, Italia |

Nel corso della competizione non sono stati migliorati.

## Risultati

### Batterie
| Posizione | Batteria | Corsia | Atleta                    | Nazionalità   | Tempo   | Note  |
| --------- | -------- | ------ | ------------------------- | ------------- | ------- | ----- |
| 1         | 4        | 6      | Katinka Hosszú            | Ungheria      | 2'07"25 | Q     |
| 2         | 4        | 3      | Zhang Yufei               | Cina          | 2'07"50 | Q     |
| 3         | 4        | 4      | Mireia Belmonte García    | Spagna        | 2'07"59 | Q     |
| 4         | 4        | 5      | Zhou Yilin                | Cina          | 2'07"72 | Q     |
| 5         | 3        | 3      | Liliána Szilágyi          | Ungheria      | 2'07"73 | Q     |
| 6         | 2        | 2      | An Se-hyeon               | Corea del Sud | 2'08"06 | Q     |
| 6         | 3        | 4      | Franziska Hentke          | Germania      | 2'08"06 | Q     |
| 8         | 2        | 5      | Hali Flickinger           | Stati Uniti   | 2'08"84 | Q     |
| 8         | 3        | 7      | Stefania Pirozzi          | Italia        | 2'08"84 | Q     |
| 10        | 4        | 1      | Dakota Luther             | Stati Uniti   | 2'08"86 | Q     |
| 11        | 3        | 5      | Brianna Throssell         | Australia     | 2'08"98 | Q     |
| 12        | 2        | 4      | Suzuka Hasegawa           | Giappone      | 2'09"10 | Q     |
| 13        | 2        | 1      | Ilaria Bianchi            | Italia        | 2'09"12 | Q, WD |
| 14        | 4        | 2      | Alys Margaret Thomas      | Gran Bretagna | 2'09"13 | Q     |
| 15        | 3        | 6      | Hiroko Makino             | Giappone      | 2'09"14 | Q     |
| 16        | 4        | 7      | Anja Klinar               | Slovenia      | 2'09"21 | Q     |
| 17        | 3        | 2      | Martina van Berkel        | Svizzera      | 2'09"34 | Q     |
| 18        | 2        | 7      | Park Su-jin               | Corea del Sud | 2'09"44 |       |
| 19        | 3        | 1      | Joanna Maranhão-Melo      | Brasile       | 2'09"77 |       |
| 20        | 2        | 6      | Svetlana Čimrova          | Russia        | 2'09"86 |       |
| 21        | 2        | 3      | Charlotte Bridey Atkinson | Gran Bretagna | 2'10"68 |       |
| 22        | 3        | 0      | Klaudia Naziębło          | Polonia       | 2'11"34 |       |
| 23        | 4        | 9      | Barbora Závadová          | Rep. Ceca     | 2'12"09 |       |
| 24        | 2        | 0      | María José Mata Cocco     | Messico       | 2'12"82 |       |
| 25        | 2        | 9      | Anna Ntountounaki         | Grecia        | 2'12"90 |       |
| 26        | 4        | 8      | Anastasia Guzhenkova      | Russia        | 2'13"65 |       |
| 27        | 3        | 8      | Helena Gasson             | Nuova Zelanda | 2'13"71 |       |
| 28        | 3        | 9      | Maj Howardsen             | Danimarca     | 2'13"88 |       |
| 29        | 2        | 8      | Isabella Paéz             | Venezuela     | 2'14"98 |       |
| 30        | 1        | 4      | Azra Avdic                | Perù          | 2'15"09 |       |
| 31        | 4        | 0      | Virginia Bardach Martin   | Argentina     | 2'15"15 |       |
| 32        | 1        | 5      | Alicia Mancilla           | Guatemala     | 2'20"58 |       |
| 33        | 1        | 3      | Damini Gowda              | India         | 2'28"95 |       |
| 34        | 1        | 2      | Lara Aklouk               | Giordania     | 2'32"35 |       |
| 35        | 1        | 6      | Alania Suttie             | Samoa         | 2'35"11 |       |

### Semifinali
| Posizione | Semifinale | Corsia | Atleta                 | Nazionalità   | Tempo   | Note |
| --------- | ---------- | ------ | ---------------------- | ------------- | ------- | ---- |
| 1         | 2          | 6      | Franziska Hentke       | Germania      | 2'06"29 | Q    |
| 2         | 1          | 5      | Zhou Yilin             | Cina          | 2'06"63 | Q    |
| 3         | 2          | 5      | Mireia Belmonte García | Spagna        | 2'06"71 | Q    |
| 4         | 1          | 7      | Suzuka Hasegawa        | Giappone      | 2'07"01 | Q    |
| 5         | 1          | 4      | Zhang Yufei            | Cina          | 2'07"11 | Q    |
| 6         | 2          | 4      | Katinka Hosszú         | Ungheria      | 2'07"37 | Q    |
| 7         | 2          | 3      | Liliána Szilágyi       | Ungheria      | 2'07"67 | Q    |
| 8         | 1          | 3      | An Se-hyeon            | Corea del Sud | 2'07"82 | Q    |
| 9         | 1          | 6      | Hali Flickinger        | Stati Uniti   | 2'07"89 |      |
| 10        | 1          | 1      | Hiroko Makino          | Giappone      | 2'07"95 |      |
| 11        | 2          | 2      | Stefania Pirozzi       | Italia        | 2'08"62 |      |
| 12        | 1          | 8      | Martina van Berkel     | Svizzera      | 2'08"71 |      |
| 13        | 2          | 1      | Alys Margaret Thomas   | Gran Bretagna | 2'08"72 |      |
| 14        | 2          | 8      | Anja Klinar            | Slovenia      | 2'09"31 |      |
| 15        | 1          | 2      | Dakota Luther          | Stati Uniti   | 2'09"55 |      |
| 16        | 2          | 7      | Brianna Throssell      | Australia     | 2'10"58 |      |

### Finale
| Posizione | Corsia | Atleta                 | Nazionalità   | Tempo   | Note |
| --------- | ------ | ---------------------- | ------------- | ------- | ---- |
|           | 3      | Mireia Belmonte García | Spagna        | 2'05"26 |      |
|           | 4      | Franziska Hentke       | Germania      | 2'05"39 |      |
|           | 7      | Katinka Hosszú         | Ungheria      | 2'06"02 |      |
| 4         | 8      | An Se-hyeon            | Corea del Sud | 2'06"67 |      |
| 5         | 2      | Zhang Yufei            | Cina          | 2'07"06 |      |
| 6         | 6      | Suzuka Hasegawa        | Giappone      | 2'07"43 |      |
| 7         | 1      | Liliána Szilágyi       | Ungheria      | 2'07"58 |      |
| 8         | 5      | Zhou Yilin             | Cina          | 2'07"67 |      |